# Bonapartia pedaliota
Bonapartia pedaliota là một loài cá tìm thấy ở Đại Tây Dương và Ấn Độ Dương. Nó là loài duy nhất được mô tả trong chi của nó. Loài này phát triển đến chiều dài là 7,2 cm (2,8 in).